# ریزنقطه

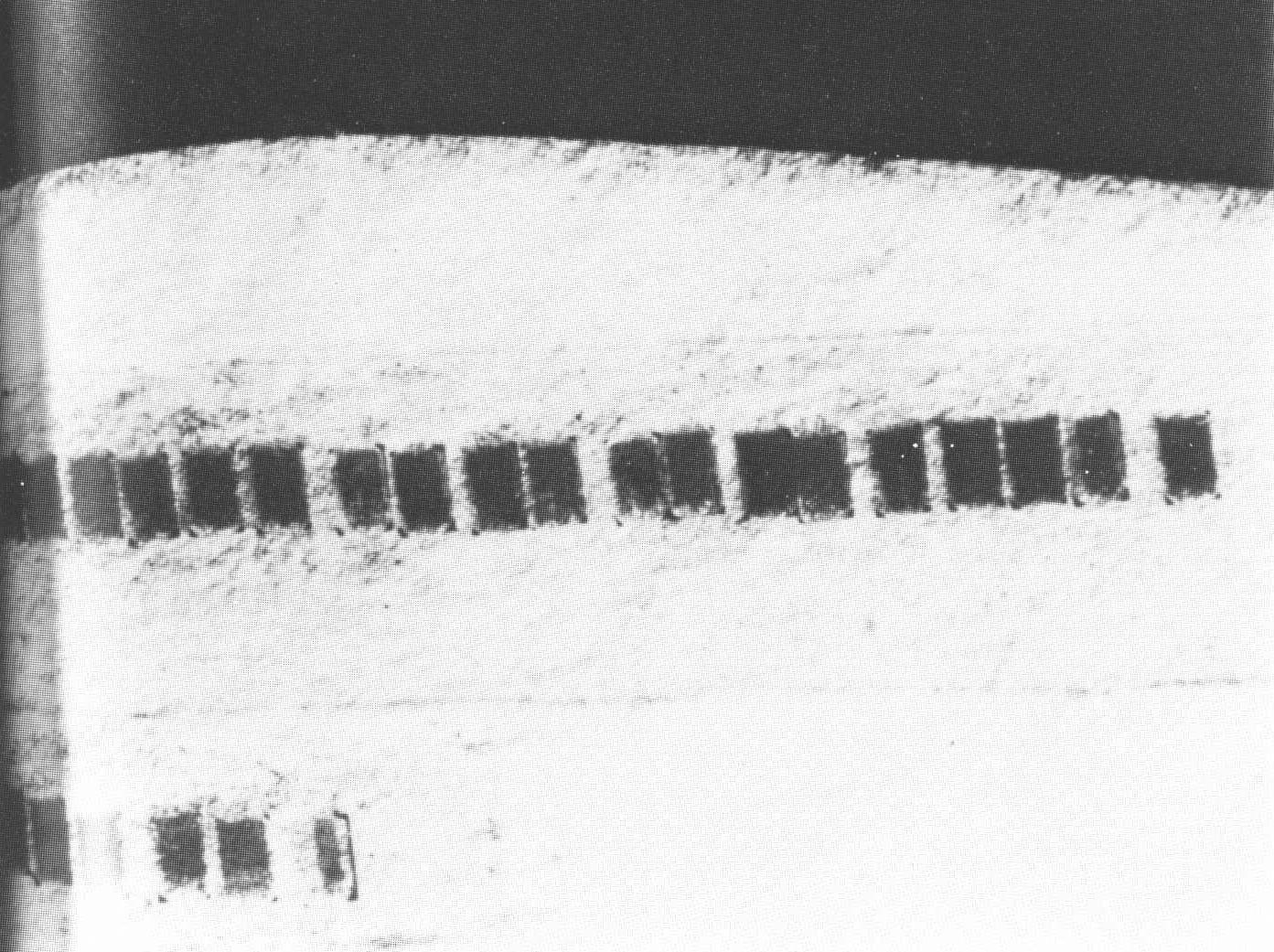
عکس آژانس امنیت ملی آمریکا از ریزنقطه‌هایی که داخل برچسب پاکتی چسبانده شده‌اند. این پاکت توسط جاسوسان آلمانی در مکزیکوسیتی به لیسبون فرستاده شده بود، اما توسط اطلاعاتی‌های متفقین ره‌گیری شد.

ریزنقطه (انگلیسی: Microdot) یک روش پنهان‌نگاری است که در آن پیام یا تصویر را آن‌قدر کوچک می‌کنند که با چشم غیرمسلح دیده نمی‌شود. این نقطهٔ بسیار ریز معمولاً به اندازهٔ نقطهٔ روی حرف «i» است و می‌توان آن را داخل متن‌ها، عکس‌ها یا اشیاء دیگر مخفی کرد تا فقط با ابزار خاصی خوانده شود. هدف آن، انتقال محرمانهٔ اطلاعات بدون جلب توجه است.
ریزنقطه به شکل متن یا تصویری است که اندازه‌اش تا حد زیادی کاهش یافته تا از دید دریافت‌کنندگان ناخواسته پنهان بماند. ریزنقطه‌ها معمولاً به‌صورت دایره‌ای و با قطر تقریبی یک میلی‌متر (۰٫۰۳۹ اینچ) هستند، اما می‌توان آن‌ها را در شکل‌ها و اندازه‌های مختلف و از مواد گوناگون مانند پلی‌استر یا فلز ساخت. نام «ریزنقطه» از آنجا آمده که این نشانه‌ها اغلب به‌اندازه و شکل نقطه‌ای در تایپوگرافی هستند، مانند نقطهٔ نگارشی یا نقطهٔ الفبایی در حروف کوچک «i» یا «j». در اصل، ریزنقطه‌ها یکی از روش‌های پنهان‌نگاری برای محافظت از پیام‌ها به‌شمار می‌روند.

## تاریخچه

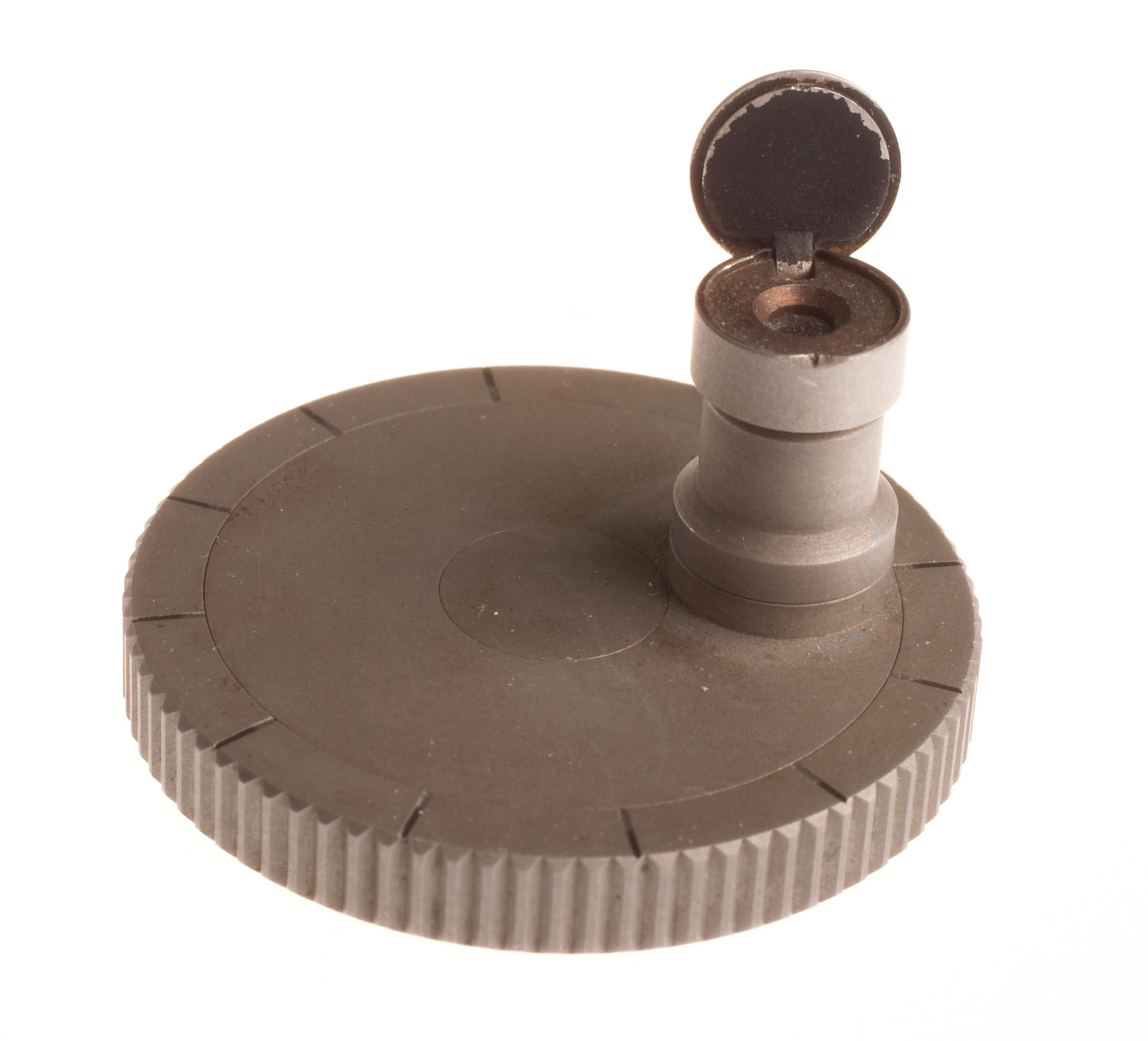
دوربین ریزنقطه مدل IV

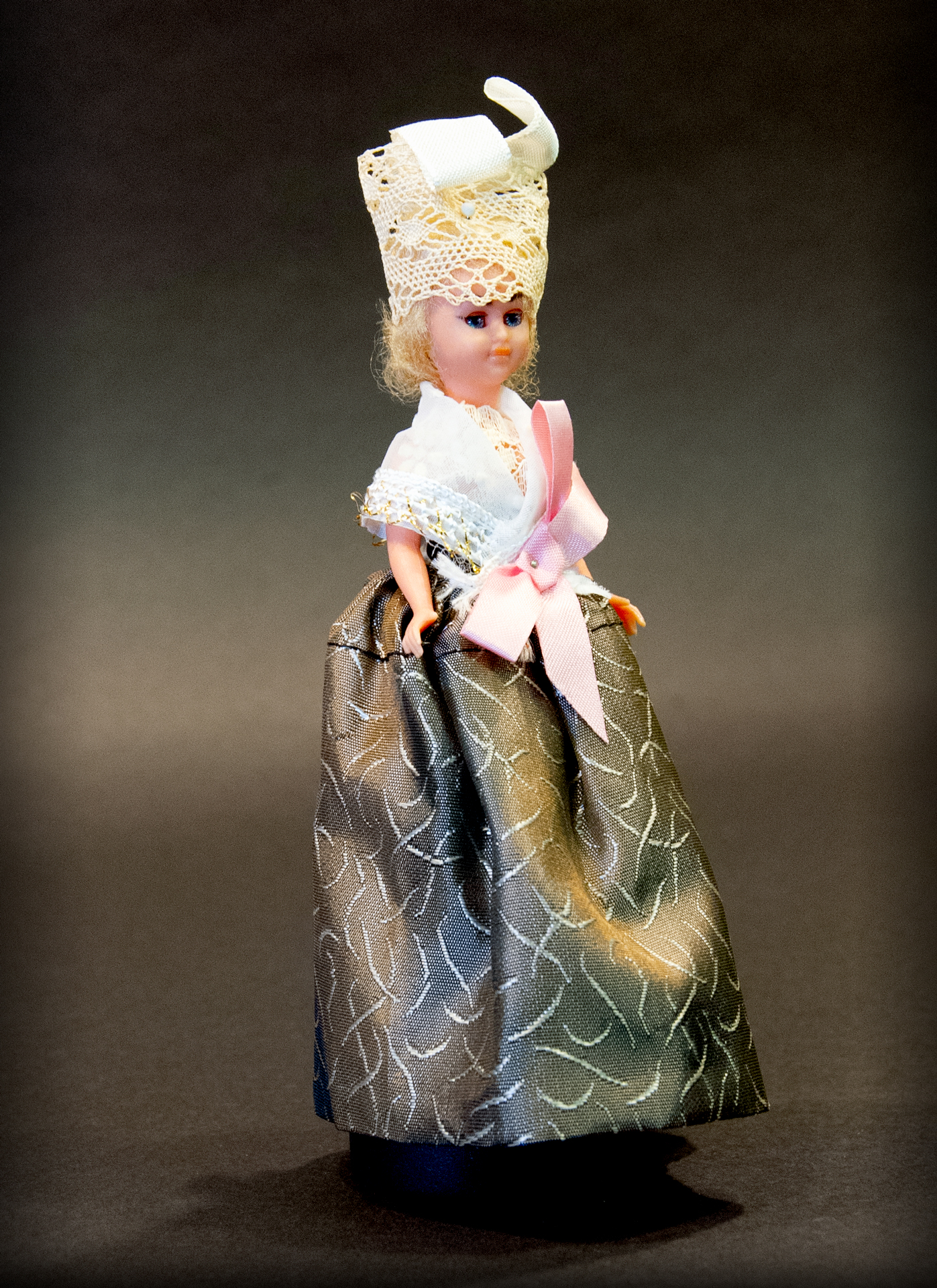
عروسکی که یک جاسوس آلمانی برای قاچاق عکس‌های ریزنقطه به آلمان نازی از آن استفاده می‌کرد تا زمانی که در سال ۱۹۴۲ دستگیر شد. (مجموعه اف‌بی‌آی)

در سال ۱۸۷۰ و در جریان جنگ فرانسه و پروس، پاریس در محاصره بود و پیام‌ها با استفاده از کبوتر خانگی ارسال می‌شد. عکاس پاریسی رنه دگرون از ریزفیلم استفاده کرد تا هر کبوتر بتواند حجم زیادی از پیام‌ها را حمل کند، چرا که وزن قابل حمل کبوترها محدود است.
پیشرفت فناوری از آن زمان تاکنون، امکان کوچک‌سازی بیشتر را فراهم کرده است.
در کنگرهٔ بین‌المللی عکاسی در سال ۱۹۲۵ در پاریس، امانوئل گلدبرگ روشی برای ساخت ریزنقطه‌های با کاهش شدید اندازه در دو مرحله ارائه کرد. ابتدا یک نگاتیو با کاهش اندازه تولید می‌شد، سپس تصویر آن نگاتیو با استفاده از چشمی یک میکروسکوپ تغییریافته روی یک امولسیون کلودیومی، در محل نمونهٔ میکروسکوپی تابانده می‌شد. این کاهش به‌حدی بود که یک صفحه متن را می‌شد در سطحی برابر با ۰٫۰۱ میلی‌متر مربع خوانا بازتولید کرد. این چگالی معادل چاپ متن کامل انجیل در یک اینچ مربع آن هم پنجاه‌بار است. «میکرات» (ریزنقطهٔ) گلدبرگ در آن زمان در نشریات انگلیسی، فرانسوی و آلمانی بازتاب گسترده‌ای یافت.
فنّاوری مشابه ریزنقطه‌های امروزی برای اهداف پنهان‌نگاری نخستین‌بار در آلمان در دوران دوره میان‌دوجنگ استفاده شد. سپس کشورهای مختلفی برای انتقال پیام از طریق کانال‌های پستی ناامن از آن بهره بردند. در نسخه‌های بعدی، به‌جای لایه‌های هالیدهای نقره، از فیلم‌هایی با رنگ آنیلین استفاده شد، چراکه شناسایی آن‌ها برای مأموران ضدجاسوسی دشوارتر بود.
مقاله‌ای محبوب از جی. ادگار هوور در مجلهٔ Reader's Digest در سال ۱۹۴۶، اختراع ریزنقطه را به «پروفسور مشهور زاپ در دانشگاه فنی درسدن» نسبت داد. این مقاله به‌طور گسترده ترجمه، بازنشر و در متون مربوط به جاسوسی بدون بررسی دقیق ذکر شد. در واقع، هرگز استادی به نام زاپ در آن دانشگاه نبوده است؛ شخصیت زاپ در روایت هوور به‌اشتباه با والتر زاپ، مخترع دوربین مینوکس یکی دانسته شده است؛ دوربینی که هرچند توسط جاسوسان استفاده می‌شد اما ریزنقطه تولید نمی‌کرد. به‌نظر می‌رسد هوور امانوئل گلدبرگ، استاد دانشگاه در درسدن، را با کورت زاپ، که در اواخر جنگ جهانی دوم در درسدن بود و به جاسوسان ساخت ریزنقطه را آموزش می‌داد، اشتباه گرفته است.

## کاربرد امروزی
شناسایی با ریزنقطه، فرایندی است که در آن برچسب‌های بسیار کوچکی برای شناسایی روی اشیا چاپ فلزی می‌شوند یا با شماره سریال یکتا کدگذاری می‌شوند؛ در کاربردهای خودرویی، این کدها شامل شماره شناسایی خودرو یا شماره شناسایی دارایی هستند. در آفریقای جنوبی، از سپتامبر ۲۰۱۲ نصب ریزنقطه بر روی تمام خودروهای جدید فروخته‌شده و نیز خودروهایی که نیاز به تأیید پلیس دارند، الزامی است.
برخی چاپگرها، علاوه بر محتوای درخواستی کاربر، نهان‌نگاری چاپگر نیز به‌صورت نقاط ریز شامل شماره سریال چاپگر و زمان چاپ درج می‌کنند.